# Електронволт
Електронволт (бележи се с eV) е извънсистемна единица за енергия и маса, широко използвана в атомната физика. Един електронволт е енергията, получена от електрона при преминаването му във вакуум през точки с потенциална разлика 1 V:
E = q·U = 1,602·{\displaystyle 10^{-19}} C · 1 J/C = 1,602·{\displaystyle 10^{-19}} J,
където:
1,602 176 462(63)·{\displaystyle 10^{-19}} C е зарядът на електрона;
1 J/C е дефиницията за волт;
Следователно: 1 eV = 1,602 176 462(63)·{\displaystyle 10^{-19}} J.
В атомната физика обикновено се използват величините мегаелектронволт (1 MeV = {\displaystyle 10^{6}} eV) и гигаелектронволт (1 GeV = {\displaystyle 10^{9}} eV, виж Представки SI).
Понякога в електронволти се измерва масата на елементарните частици, като се използва уравнението на Айнщайн, E=m·c2 :
1 eV/c2 = 1.783·{\displaystyle 10^{-36}} kg.
В естествената система единици, където c = 1, масата може да се даде директно в електронволти (c е скоростта на светлината във вакуум).
В единици за температура: 1 eV = 11 605 K (виж. Константа на Болцман и келвин)

## Някои енергии, изразени в електронволти
| Енергия на топлинното движение на молекула при стайна температура                             | 0,04 eV        |
| Енергия, необходима за йонизиране на водородния атом                                          | 13,6 eV        |
| Енергия на електроните в кинескопа на телевизора                                              | около 18 keV   |
| Енергия на космическите лъчи                                                                  | 1 MeV до 1 PeV |
| Енергии при делене на ядрото:                                                                 |                |
| Алфа-частици                                                                                  | 2 до 10 MeV    |
| Бета-частици и гама-лъчи                                                                      | 0 до 3 MeV     |
| Енергии в ускорител на частици:                                                               |                |
| Енергия на протон в ускорителя LHC (приблизително колкото кинетичната енергия на летящ комар) | 1 TeV          |